# Municipio de Jefferson (condado de Madison, Iowa)
El municipio de Jefferson (en inglés: Jefferson Township) es un municipio ubicado en el condado de Madison en el estado estadounidense de Iowa. En el año 2010 tenía una población de 524 habitantes y una densidad poblacional de 5,6 personas por km².

## Geografía
El municipio de Jefferson se encuentra ubicado en las coordenadas 41°26′40″N 93°57′51″O / 41.44444, -93.96417. Según la Oficina del Censo de los Estados Unidos, el municipio tiene una superficie total de 93.53 km², de la cual 92,35 km² corresponden a tierra firme y (1,26 %) 1,18 km² es agua.

## Demografía
Según el censo de 2010, había 524 personas residiendo en el municipio de Jefferson. La densidad de población era de 5,6 hab./km². De los 524 habitantes, el municipio de Jefferson estaba compuesto por el 98,28 % blancos, el 1,15 % eran amerindios y el 0,57 % eran de una mezcla de razas. Del total de la población el 0,57 % eran hispanos o latinos de cualquier raza.